# Osaški zaliv
Osaški zaliv (大阪湾 Osaka-van) je zaliv na zahodu Japonske. Je na vzhodnem delu notranjega morja Seto. Od Tihega oceana ga loči preliv Kii, od zahodnega dela notranjega morja pa preliv Akaši. Preliv prečka Most Akaši-Kaikjo, skoraj štiri kilometre dolg viseči most ki povezuje mesto Kobe (glavno mesto prefekture Hjogo) na otoku Honšu z Ivajo na otoku Avadži (tudi znotraj prefekture Hjogo). Njegov najdaljši razpon meri skoraj dva kilometra. Po 10 letih gradnje je bil odprt za promet 5. aprila 1998. V času odprtja je bil to najdaljši viseči most na svetu.
Zahodni del zaliva omejuje otok Avadži, severne in vzhodne obale pa so del metropole Keihanšin.
Večja pristanišča ob Osaškem zalivu so Osaka, Kobe, Nišinomija, Sakaj, Amagasaki in Hannan. V zadnjih desetletjih so v zalivu zgradili več novih umetnih otokov, ki gostijo med drugim tudi Mednarodno letališče Kansai, drugi pa so še Pristaniški otok in otok Rokko.
Več otokov na južnem delu Osaškega zaliva je del narodnega parka Setonaikai.
Okoli zaliva je veliko industrije, saj je tu veliko usposobljene delovne sile, veliko pristanišč in letališč ter pomembnih povezav z manjšimi, srednjimi in večjimi podjetji. Veliko je dobrih transportnih povezav (Mednarodno letališče Kansai, Letališče v Kobeju, hitra železnica šinkansen), prostora za širitev (umetni otoki) in tudi trg je velik (9 milijonov ljudi). V zadnjem času je zatonila težka industrija, kot je jeklarska. Pojavila so se nova tehnološka podjetja in kvartarna industrija - raziskovanje, razvoj in informacijske tehnologije. Zaradi gradnje tehnoloških parkov in novih prometnic je podeželje ob zalivu skoraj izginilo.

## Naravno okolje
Drugo ime Osake, »Naniva«, je že dolgo znano kot morsko območje, bogato z morskimi sadeži, tako zelo, da obstaja teorija, da izvira iz »ribjega vrta«. Reke, ki se izlivajo na to območje, kot so reke Mukogava, Inagava, Jodo, Jamato in Ocu, prinašajo hranila na območje, hitri tokovi v prelivu Akaši pa omogočajo ulov številnih rib, tako da je obalni ribolov vedno cvetel. Ker je bila pogosto ulovljena riba orada, je Činu (茅渟) drugo ime za orado.
Osaški zaliv je zaprto vodno telo, ki meji na metropolitansko območje in okoljski problemi, kot je poslabšanje kakovosti vode, so se pojavili že v relativno zgodnji fazi. Obalni razvoj in urbanizacija, ki sta napredovala po drugi svetovni vojni, sta pripeljala do izginotja naravnih obal in povečanega onesnaženja vode, vključno s pogostim pojavom rdeče plime v južnem delu regije, v okrožju Suma in Tarumi v mestu Kobe. Na vzhodni obali otoka Avadži so plaže, ki so relativno naravne in rekreacijska območja, kot so plaže in ribiška pristanišča, ki so priljubljena za ribolov in morske športe. Vendar je bil opazen tudi vpliv uničevanja okolja na življenjski prostor rib in školjk, kar je povzročilo zmanjšanje skupne količine ulovljenih rib in močan upad vrst, kot so polži in mahovi.
Preden je uničenje ekosistemov in okolja postalo resno, so bili kiti, japonski morski levi, morske želve in velike ribe razširjeni po Notranjem morju Seto, vključno z zalivom Osaka.
Celo v zadnjih letih je bilo odkrito, da se je naravni spomenik indo-pacifiška brezplavuta pliskavka (neophocaena phocaenoides) začela naseljevati okoli mednarodnega letališča Kansai in obstaja več gnezdišč za morske želve, obstajajo pa tudi občasna gnezdišča za kratkokljunega navadnega delfina (Delphinus delphis) in indo-pacifiško brezplavuto pliskavko. Poleg tega, čeprav je običajna selitev v Notranje morje Seto zdaj izginila, so v sodobnem času kiti, orke, morski psi, Pacifiški modroplavuti tun in indo-pacifiške jadrnice (Istiophorus platypterus) nadaljevala selitev v Notranje morje Seto. Obstajajo tudi potrjeni primeri, kot je pahljačasta mečarica.
Poleg tega sta reki Otari in Ocu znani kot habitata rakov goslačev, ptic kljunačev in plovcev.

## Slikovite točke
Južno od reke Yodogawa se razprostirajo neskončni odseki peščenih plaž z belim peskom in zelenimi borovci, kot sta Sumijošihama in Takašihama, ki sta bili v številnih waka pesmih predstavljeni kot slikoviti točki. Obstaja pesem, ki jo je napisal sin cesarja Tendžija, najstarejši princ, o čudovitem razgledu na planjavo Harepine na plaži Sumijoši, ki velja za enega tipičnih scenskih oblik in temelji na pokrajini pred svetiščem Sumijoši Taiša.
Južno od Sakaija je bilo po obdobju Meidži ustanovljenih veliko plaž, ki so bile priljubljene kot obmorska letovišča, vendar so skoraj izginile zaradi poslabšanja kakovosti vode in melioracije zemljišč zaradi industrializacije v obdobju visoke gospodarske rasti.
Kar zadeva trenutno slikovito točko, je Kikuseidai v gorovju Rokko, ki ponuja pogled na zaliv Osaka iz ptičje perspektive, splošno znan kot eden izmed treh najboljših nočnih razgledov na Japonskem.

## Industrijska cona in prihodnost
Zalivi okoli Osake in Kobeja so bili industrijski območji že pred drugo svetovno vojno in so bili dolgo največja koncentracija težke industrije na Japonskem, vendar so številne tovarne zastarele in izgubile status baznih tovarn za nove industrijske komplekse na različnih lokacijah. Poleg tega razmeroma novi, težki, veliki industrijski kompleksi, kot so tisti v obrežnem industrijskem območju Sakai Senboku, niso mogli dohajati sprememb v industrijski strukturi od 1980-ih.
Trenutno se pripravljajo načrti za oživitev zaliva prek javno-zasebnega sodelovanja, pri čemer Sharp gradi tovarno LCD plošč v nekdanjem plavžu Nippon Steel Sakai Works v Sakai Ward, Sakai City, Panasonic pa gradi tovarno plazemskih plošč v Amagasaki Cityju. Poleg tega Panasonic gradi tovarno litij-ionskih baterij na mestu nekdanje elektrarne Kansai Electric Power Osaka v Suminoe Ward v mestu Osaka, Sanyo Electric pa gradi tovarno litij-ionskih baterij v mestu Kaizuka.
Območje okoli mesta Sakai je tudi razvojna baza za novo energijo, saj Bioethanol Japan Kansai deluje, veliko sončno elektrarno pa gradi podjetje Kansai Electric Power Company v okrožju Nishi v mestu Sakai.